# أوروفيل (الهند)
أوروفيل هي مجتمع متعمد يقع في ضاحية فيلوبورام معظمها في ولاية تاميل نادو مع بعض الأجزتء في إقليم بودوتشيري بالهند.